# Prizzi

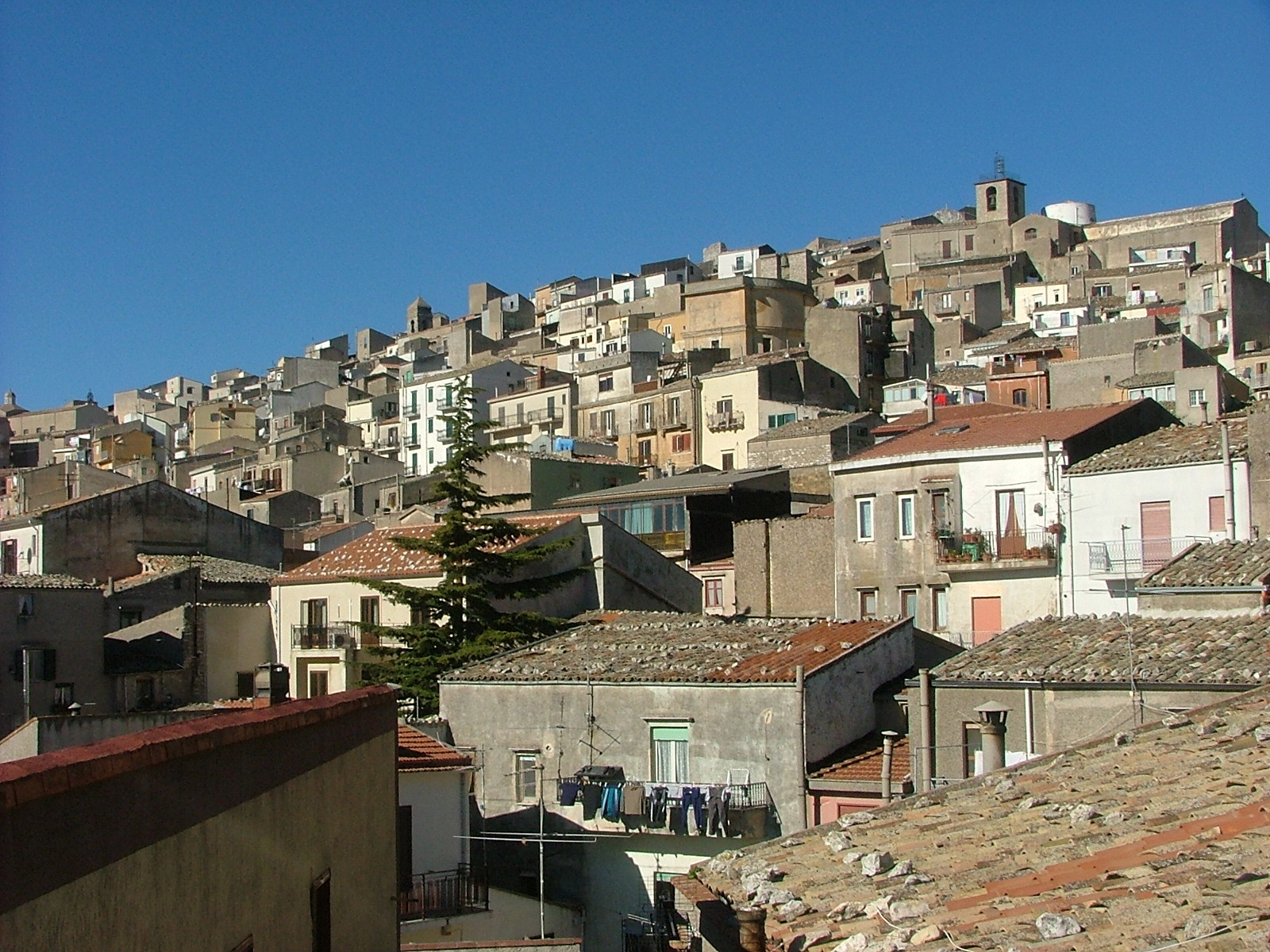
Prizzi

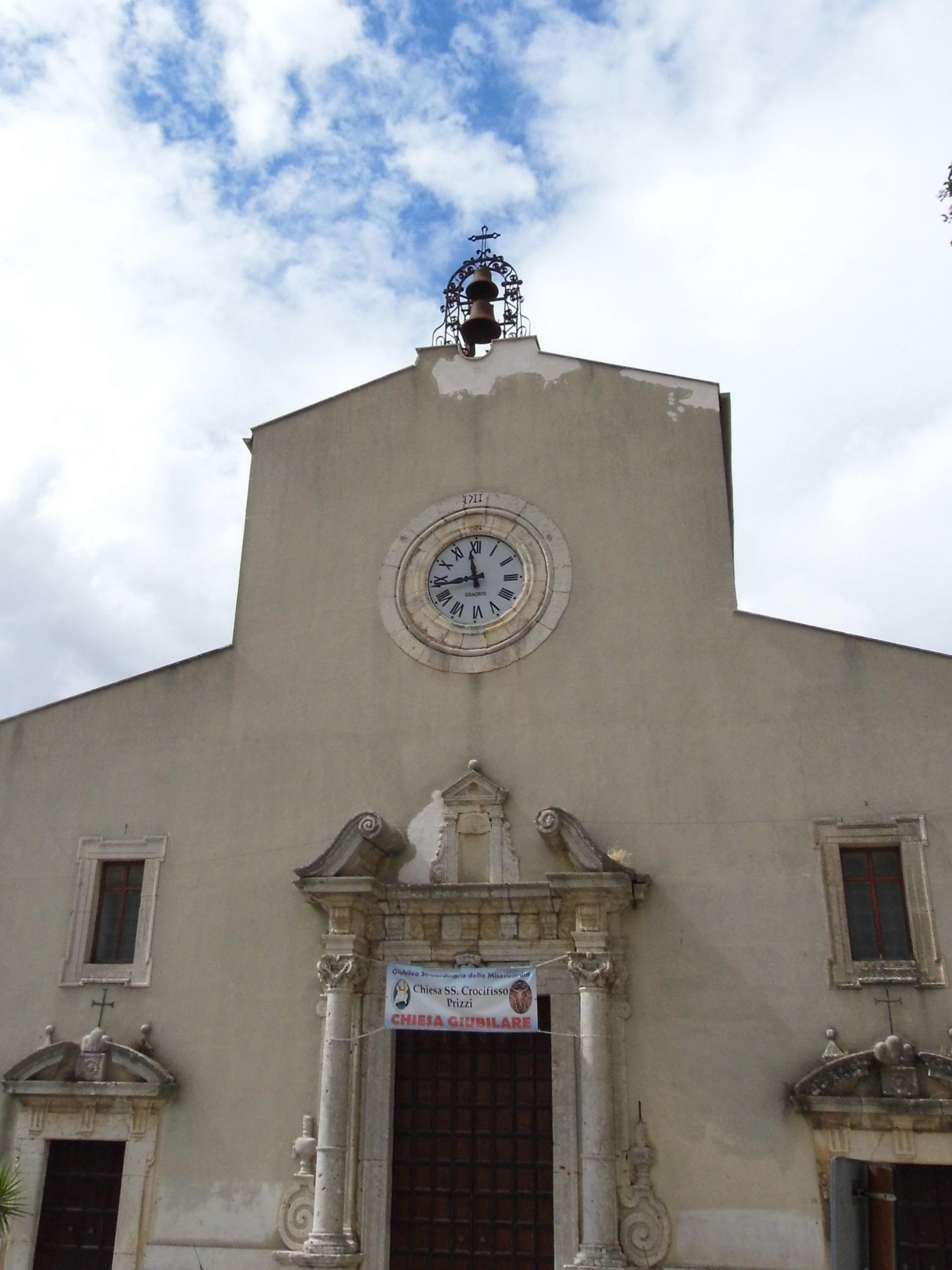
Kirche SS. Crocefisso

Prizzi ist eine Stadt der Metropolitanstadt Palermo in der Region Sizilien in Italien mit 4130 Einwohnern (Stand 31. Dezember 2023).

## Lage und Daten
Prizzi liegt 90 km südlich von Palermo. Die Einwohner arbeiten hauptsächlich in der Landwirtschaft und in der Produktion von Molkereiprodukten und Düngemitteln.
Die Nachbargemeinden sind Campofelice di Fitalia, Castronovo di Sicilia, Corleone, Lercara Friddi, Palazzo Adriano und Vicari.
Nachdem der Bahnverkehr nach Prizzi 1959 eingestellt wurde, ist der Ort heute nur noch auf der Straße zu erreichen.
Unterhalb der Stadt liegt der Lago Prizzi.

## Geschichte
Prizzi gehört zu den ältesten Siedlungen Siziliens. Man fand Reste einer Siedlung aus dem 8. bis 6. Jahrhundert v. Chr. Ab dem 4. Jahrhundert v. Chr. lebten hier Punier, Griechen und Römer.
Der Ursprung der heutigen Stadt geht auf die Gründung zur Zeit der Normannen zurück. 1150 ging die Gemeinde in den Besitz eines Zisterzienserklosters über.
Nach verschiedenen Feudalherren kam Prizzi bis 1812 in den Besitz der Familie Bonanno.

## Sehenswürdigkeiten
- Kirche San Rocco an der Piazza San Francesco
- Marienkirche aus dem 15. Jahrhundert
- Kirche SS. Crocefisso, erbaut 1705–1711
- Kloster Sant’Angelo di Prizzi

## Feste
Die Karwoche wird auf besondere Weise gefeiert. Neben der sonst üblichen Prozessionen wird ein traditioneller Tanz aufgeführt, der Ballo dei Diavoli (Tanz der Teufel). Als Teufel und Tod maskierte Tänzer ziehen durch den Ort und werden letztlich im immerwährenden Kampf zwischen Gut und Böse von Jesus und der Jungfrau Maria symbolisch besiegt.